# ماريان كيرلي
ماريان كيرلي (بالإنجليزية: Marianne Curley)‏ هي كاتِبة وكاتبة للأطفال أسترالية، ولدت في 20 مايو 1959 في وندزر ‏ في أستراليا.

## وصلات خارجية
- الموقع الرسمي